# Jorge Luis Magnacco
Jorge Luis Magnacco (Buenos Aires, 18 de diciembre de 1941) es un médico y militar de la Armada Argentina que llegó al rango de capitán de navío. Perteneció el Grupo de tareas 3.3.2 en el cual trabajó como médico obstetra en el centro clandestino de detención de la ESMA durante la Dictadura militar. Magnacco firmó numerosos certificados de nacimientos de hijos de desaparecidas nacidos en cautiverio en la ESMA.

## Biografía
Jorge Luis Magnacco nació el 18 de diciembre de 1941 en la ciudad de Buenos Aires. Sus padres fueron Vicente Domingo y Fernanda Rita Plaza Montero. Está casado.

## Trayectoria
Trabajó como Ginecólogo del Hospital Naval de Buenos Aires. Durante el Proceso de Reorganización Nacional formó parte del Grupo de Tareas 3.3.2 en la ESMA. Se encargaba de los partos en la ESMA, como el de Vera Lennie, el 27 de abril de 1977, y se encargaba revisar el estado de salud de los cautivos. En algunos casos, como el de los enfermos de gravedad, era el de dar las inyecciones letales.
Con la llegada de la democracia trabajó en el Sanatorio Mitre y en el Hospital Naval.
Magnacco se convirtió en emblema de la lucha de la agrupación HIJOS y fue el primer represor “escrachado” cuando las leyes de impunidad respaldaron a los represores que cumplieron órdenes.
Magnacco trabajaba en el Sanatorio Mitre en los años 90.
Sara Solarz de Osatinsky, viuda de Marcos Osatinsky, fue elegida por Magnacco para ayudarlo en los partos y fue quien testimonió en su contra.
Magnacco fue beneficiado por las leyes de autoamnistía.
En 2001, cuando estaba trabajando en el Hospital Naval de Buenos Aires, fue detenido por la jueza Servini de Cubría imputado por sustracción y ocultamiento de un menor de 10 años, supresión de estado civil y falsificación ideológica de documento público por el caso de Patricia Roisinblit, hija de Rosa Tarlovsky de Roisinblit, vicepresidenta de Abuelas de Plaza de Mayo, quien tuvo a su bebé en el centro clandestino de detención en 1978. Ese niño fue entregado a Francisco Gómez. 21 años después el muchacho se presentó en la sede de Abuelas de Plaza de Mayo y el análisis de ADN determinó que era hijo de Patricia y de José Pérez Rojo. Sus apropiadores fueron detenidos.
En 2005 se anularon dichas leyes de Obediencia Debida y Punto Final, hecho que permitió la reanudación de los procesos contra los militares acusados. 
Entonces, en 2005 fue condenado a 10 años de prisión por su participación en el secuestro de Guillermo Pérez Roisinblit, nacido en cautiverio.

En la sentencia de 2005 figura que:

Los hechos que configuran en el caso el delito de sustracción y de supresión de identidad del menor nacido durante el cautiverio de su madre en la Escuela de Mecánica de la Armada y su posterior entrega a una familia allegada a miembros de las Fuerzas Armadas, deben ser interpretados como verificados en el marco de un régimen clandestino de detención utilizado por la dictadura, que configuró un plan de aniquilación sistemático en el cual, además de la afectación física de aquellos que recibían el rótulo de subversivos, fue también necesario amputar los ideales que dichos ciudadanos sostenían, erradicando también a aquellos que en un futuro pudieran abrigar los mismos pensamientos.

Fue imputado en un segundo juicio oral por el TOF 6, el Tribunal Oral Federal 6, integrado por María del Carmen Roqueta, Julio Panelo y Domingo Altieri, en la causa conocida como «Plan sistemático», en referencia a la práctica del robo de bebés de detenidas-desaparecidas. Los elementos probatorios colectados en el marco de la instrucción permitieron tener por probada la existencia de un plan criminal. 
En el juicio oral que se inició el 28 de febrero de 2011 en los tribunales de Retiro por el robo sistemático de bebés durante la última dictadura militar. Magnacco fue condenado a 10 años por ser autor penalmente responsable de los delitos de sustracción, retención y ocultamiento de menores de 10 años haciendo incierto su destino. En 2012, como ya tenía la condena anterior por un delito similar, el juez federal Luis Osvaldo Rodríguez resolvió unificar la pena en 15 años de prisión.
La sala II del tribunal de apelaciones dejó firme la pena y la unificación de su condena con otra anterior por un total de 15 años de cárcel por su responsabilidad en la apropiación de Evelyn Karina Bauer Pegoraro, nacida a fines de 1977. 22 años después el análisis de ADN de la joven determinó que era hija de desaparecidos y no de su apropiador, Policarpo Vázquez.
El veredicto salió el 5 de julio de 2012. El Tribunal Oral Federal número 6 con los jueces María del Carmen Roqueta, Julio Panelo y Domingo Altieri lo declararon culpable.

## Violaciones del arresto domiciliario
Entre el 30 de diciembre de 2002 hasta el 1 de julio de 2011 cumplió arresto domiciliario pero le fue cancelado por haberlo violado. Volvió a obtener el arresto domiciliario por supuestos motivos de salud a principios de 2012.
En 2013 se lo volvió a ver paseando por la calle de compras. Por este motivo el Tribunal revocó su detención domiciliaria y señaló que  « la conducta desplegada por el imputado, quien incumplió con las condiciones del beneficio otorgado al haber concurrido a un centro comercial y a un comercio de venta de alimentos, constituyó un quebrantamiento injustificado de las condiciones de cumplimiento de la detención domiciliaria».

## Detención
En febrero de 2013 el Tribunal Oral 5 de la Capital Federal ordenó que fuera encarcelado en el Complejo Penitenciario Federal II de Marcos Paz por haber violado su arresto domiciliario. 
Se encuentra detenido y alojado en el Complejo Penitenciario Federal II de Marcos Paz.
Magnacco está a disposición de distintos juzgados ya que tiene una condena unificada a 15 años de prisión y está imputado también por el robo de Victoria Donda. Fue también el obstetra que atendió el nacimiento de Juan Cabandié.
En mayo de 2014 el Tribunal de Casación confirmó la pena única de 15 años de prisión.